# Parafia Przemienienia Pańskiego w Jałówce
Parafia pw. Przemienienia Pańskiego w Jałówce – rzymskokatolicka parafia należąca do dekanatu Białystok-Dojlidy, archidiecezji białostockiej, metropolii białostockiej.

## Historia
Początki
Prawdopodobnie u schyłku XV wieku nad brzegiem rzeki Jałówki założono dwór książęcy, a następnie osiedlała się ludność prawosławna z Białorusi. W 1623 roku były już 4 rodziny polskie (Grzegorz Sokołowski, Tomko Kuczyński, Paweł Kożuchowski i Marcin Kosobudzki), 4 rodziny Litwinów, 2 rodziny Węgrów i kilka rodzin żydowskich. W pierwszych latach XVI wieku zbudowano drewnianą prawosławną cerkiew. 
Wcześniej istniejące kościoły
W 1545 Jałówce nadano prawa miejskie. Królowa Bona jednocześnie ufundowała miastu kościół katolicki pw. Nawiedzenia Matki Bożej. Parafia została utworzona w 1545 roku. W 1747 roku zbudowano kolejny kościół pw. św. Michała Archanioła z fundacji Kazimierza Sapiehy. W 1781 roku w Jałówce było 1658 mieszkańców.  
Pod zaborami
W 1854 roku wzmiankowany był proboszcz ks. Wiktor Kulesza i wikariusz ks. Hilary Byculewicz. Gdy drewniany kościół był już w złym stanie technicznym, w 1859 roku rozpoczęto budowę murowanego kościoła.  
Ostatnim proboszczem był ks. Seweryn Wiszniewski, który 8 marca 1864 roku w wyniku represji za udział miejscowej ludności w powstaniu styczniowym, został przez władze carskie osadzony w więzieniu w Wołkowysku, gdzie 27 kwietnia 1864 roku zmarł.  
W 1865 roku na mocy ukazu carskiego parafia została skasowana, a nieukończone mury budowanego kościoła zostały przekazane prawosławnym, którzy ukończyli budowę z przeznaczeniem na cerkiew. W 1866 roku wiernych przyłączono do parafii w Świsłoczy. Od 19 października 1867 roku odbywały się wielokrotne zebrania katolików i prawosławnych z petycjami o wznowienie katolickiej parafii. W 1903 roku wierni zgłosili prośbę o budowę kościoła według starych planów. 
Utworzenie parafii
17 kwietnia 1905 roku został wydany carski ukaz tolerancyjny i wierni uzyskali zgodę na utworzenie parafii, a pierwszym administratorem w Jałowce został ks. Antoni Piątkowski. Najpierw zbudowano drewnianą tymczasową kaplicę, którą 8 maja 1906 roku poświęcono. W 1907 roku bp wileński Edward von Ropp reaktywował parafę pw. św. Antoniego Padewskiego. W latach 1910–1915 zbudowano murowany kościół w stylu neogotyckim pw. św. Antoniego Padewskiego, który w 1919 roku został poświęcony przez dziekana wołkowyskiego ks. Nikodema Tarasewicza. Podczas I wojny światowej część prawosławnych wyjechało przymusowo do Rosji.
Cerkiew przechodzi na własność katolików
Cerkiew pw. św. Aleksandra Newskiego została odzyskana przez katolików i zamieniona na kościół pw. Przemienienia Pańskiego i św. Michała Archanioła, który został 22 czerwca 1922 roku poświęcony przez dziekana brzostowskiego ks. Józefa Marcinkiewicza. 7 maja 1933 roku dekretem arcybiskupa wileńskiego Romualda Jałbrzykowskiego została erygowana parafia pw. Przemienienia Pańskiego i św. Michała Archanioła. Proboszczami tej parafii byli: ks. Józef Kartanowicz, administrator (1922-1929), ks. Józef Woźny (1929-1933), ks. Jan Ejsymont (1933-1937), ks. Jan Siemaszko (1937-1939).
Dwudziestolecie międzywojenne
W latach 1922–1944 w Jałówce istniały dwie oddzielne parafie z kościołami i proboszczami. W 1938 roku w parafii pw. św. Antoniego Padewskiego było 2 249 wiernych, a w parafii pw. Przemienienia Pańskiego i św. Michała Archanioła było 2 315 wiernych. 
Po II wojnie światowej
W lipcu 1944 roku podczas wycofywania się wojska niemieckie podminowały wieżę kościoła pw. św. Antoniego, która przewracając się zawaliła sklepienie. Po zmianie granic państwowych w 1944 roku, część parafii znalazła się po stronie dzisiejszej Białorusi. Ruiny kościoła pozostawiono, a wierni przeszli do parafii pw. Przemienienia Pańskiego. 6 sierpnia 1987 roku odbyła się konsekracja kościoła, której dokonał administrator apostolski w Białymstoku bp Edward Kisiel.

## Kościół parafialny
- Kościół pw. Przemienienia Pańskiego w Jałówce

## Proboszczowie
1905–1909. ks. Antoni Piątkowski
1909–1910. ks. Jan Matulewicz
1910–1939. ks. Józef Kartanowicz
1939–1940. ks. Władysław Michalak
1940–1943. ks. sł. b. Edmund Roszak
1956–1970. ks. Jan Sewioło
1970–1985. ks. Czesław Czerwiński
1997–2004. ks. kan. Ryszard Puciłowski
2004–2010. ks. kan. Grzegorz Bołtruczuk
2010–2013. ks. Andrzej Walendziuk
2013–2014. ks. Stanisław Wojtach
2014–2019. ks. Robert Jacek Koller
2019–2022. ks. Andrzej Łukuć
2022– ks. Marcin Hołodok

## Obszar parafii
Wg danych widniejących na stronie kurii w maju 2021 r., w parafii jest 750 wiernych.
W granicach parafii znajdują się miejscowości: 

- Bachury
- Bobrowniki
- Bondary
- Bagniuki
- Budy
- Brzezina
- Cisówka
- Ciwoniuki
- Kituryki
- Kondratki
- Leonowicze
- Nowa Łuplanka
- Mostowlany
- Nowosady
- Podozierany
- Rybaki
- Stara Łuplanka
- Szymki
- Tajnica
- Wiejki
- Zaleszany
- Zubki
- Zubry